# Archimede Cirinnà
Archimede Ercole Sebastiano Cirinnà (Catania, 27 marzo 1908 – Catania, 27 marzo 1992) è stato un pittore e scultore italiano contemporaneo.

## Biografia
Figlio di un capitano della marina civile, fece studi tecnici, che abbandonò nel 1925 per seguire la sua vocazione per la pittura e il disegno. Ispirato al naturalismo pittorico italiano e francese, la sua attività artistica ebbe inizio nel 1928 come apprendista nella bottega dello scultore Salvatore Zagarella. Dopo la leva militare, lavorò a Catania nello studio del noto scultore Mario Moschetti. Nel 1933 avviò la collaborazione con il pittore Giuseppe Barone.
Autore di numerose opere sacre, eseguite tra il 1935 e il 1941, nel 1939 tenne la sua prima esposizione al Circolo degli Artisti di Catania, assieme ad Emilio Greco, del quale fu amico. Ricercato dai nazisti, visse dal 1944 al 1950 con la moglie e la figlia in Brianza, dove nacque la sua secondogenita.
Ritornato a Catania, eseguì decorazioni in molte chiese della città e della Sicilia, e successivamente visse dal 1960 al 1967 a Roma, dove fu pittore per il Vaticano.
Tra le sue opere pittoriche più importanti vi furono la parete absidale della Chiesa di Cristo a Catania, le pareti del Santuario della Madonna della Consolazione di Paternò, il soffitto del foyer del teatro massimo Vincenzo Bellini e quelli del periodo romano, come il ritratto ufficiale di papa Giovanni XXIII.
Oltre che di quadri inerenti alla religione, fu autore anche di opere di nudo femminile. 
Molte sue opere (quadri, disegni e sculture in bronzo, marmo, terracotta e ceramiche) sono esposte in una sala del museo diocesano di Catania, a lui intitolata dopo la sua morte avvenuta nel 1992.

## Pubblicazioni
- Commiato all'estate: liriche con disegni dell' autore  - Enna, La Moderna edizioni (1971)